# Students for Liberty
Students for Liberty (SFL) és una organització internacional sense ànim de lucre que té l'objectiu d'educar, desenvolupar i empoderar la següent generació de líders liberals. Va ser fundada el 2008 a Estats units i des de llavors s'ha convertit en una xarxa de grups d'estudiants. Organitzen una trobada anual i el 2014 tenien més de 1.000 organitzacions estudiantils arreu del món. Des de l'1 d'agost de 2016, Wolf von Laer és el seu executiu en cap.